# Украинци в Молдова
Украинците са втора по численост етническа група в Молдова.
Според преброяването от 2004 година те са 442 475 души, като съставляват 11,23 % от населението на страната. Те са втора по численост етническа група в непризнатата република Приднестровие, където живеят 160 069 души, или 28,82 % от населението ѝ. В останалата част на Молдова живеят 282 406 украинци, като в тази част съставляват 8,34 % от населението.

## Численост
|      | Население | Дял    |              |
| ---- | --------- | ------ | ------------ |
| 1817 | 30 000    | 6,2 %  | Безизменение |
| 1856 | 119 000   | 12,0 % | 296,7 %      |
| 1897 | 379 698   | 19,6 % | 219,1 %      |
| 1930 | 315 004   | 11,0 % | 17,0 %       |
| 1941 | 261 200   | 11,1 % | 17,1 %       |
| 1959 | 420 820   | 14,6 % | 61,1 %       |
| 1970 | 506 560   | 14,2 % | 20,4 %       |
| 1979 | 560 679   | 14,2 % | 10,7 %       |
| 1989 | 600 366   | 13,8 % | 7,1 %        |
| 2004 | 442 475   | 11,2 % | 26,3 %       |